# 小马座λ
小馬座λ是在星座小馬座的一對雙星。
小馬座λ的主星是一顆F型主序星。在2015年，伴星相對於主星的角距離為 2.90 角秒，位置角為 213°。它們形成一對有著共同的自行對，兩顆恒星的距離大致相同，運動方向也相同。蓋亞EDR3提供的視差值分別為8.8125±0.2471 毫角秒和8.5577±0.0298 毫角秒，然而它們被標記為可能不可靠。這樣的視差對應於大約380 ly的距離，而對於成對的這兩顆恒星來說，與依巴谷衛星的260±20 ly形成鮮明的對比。